# Glover-Bluff-Krater
Koordinaten: 43° 58′ N, 89° 32′ W
Glover Bluff (auch: Glover-Bluff-Struktur) ist ein Meteoritenkrater etwa 6,5 km südlich von Coloma, Wisconsin in den Vereinigten Staaten. Der Krater hat einen Durchmesser von 8 km, sein Alter wird auf weniger als 500 Millionen Jahre geschätzt. An der Erdoberfläche ist die Einschlagstruktur sichtbar.